# フレッド・ホイバーグ
フレデリック・クリスチャン・ホイバーグ（Fredrick Kristian Hoiberg, 1972年10月15日 - ）はアメリカ合衆国ネブラスカ州リンカーン出身の元プロバスケットボール選手であり、現在は指導者。NCAAのネブラスカ大学でヘッドコーチを務めている。現役時代のポジションはシューティングガード。

## 経歴

### カレッジ
アイオワ州立大学に進学したホイバーグは、1995年にビッグ・エイト・カンファレンスのファーストチームに選ばれた。

### NBA
1995年のNBAドラフト2巡目でインディアナ・ペイサーズに指名されて入団した。ペイサーズで4シーズンプレーした後、1999年、大学時代のヘッドコーチ、ティム・フロイドがヘッドコーチを務めるシカゴ・ブルズに加入した。ブルズでも4シーズンを過ごし、フリーエージェントとなった2003年7月28日に、ミネソタ・ティンバーウルブズと契約を結んだ。2004-2005シーズン、3ポイントシュート成功率でNBAトップになったが、NBAオールスターウィークエンドに行われたNBAスリーポイント・シュートアウトには招待されなかった。
2005年6月、大動脈基部肥大手術を受けた。手術は成功したが、選手としては復帰せず、ウルブズのフロントに入った。2006年4月17日、ウルブズを退団した。

### コーチ
2010年4月27日、アイオワ州立大学に就任した。2011-12シーズン、チームは前年より9勝多くあげて、23勝11敗でNCAAトーナメントに2005年以来7年ぶりに出場した。チームはまた7年ぶりにAP通信が選ぶ全米ランク25位以内に入り、ホイバーグはビッグ12カンファレンスの最優秀コーチに選ばれた。
2013年4月、10年2000万ドルでアイオワ州立大学との契約を延長した。この契約には他の大学に移る場合、200万ドルでバイアウトできる条項が入っており、NBAのヘッドコーチかゼネラルマネージャーに就任する際は、50万ドルでバイアウトできる契約となっていた。
2015年6月2日、シカゴ・ブルズのヘッドコーチに就任することが発表された
2018-19シーズン途中に成績不振とリーダーシップの欠如を理由にヘッドコーチの座を解任された。

## その他
ホイバーグはアイオワ州立大学に在学中の1994年に、アイオワ州エイムズの市長選挙で、幾票かの記入投票(候補者名簿にない人を記入できる投票)を獲得した。このことからホイバーグは、 "The Mayor"  (市長) というニックネームが付けられている。